# COVID-19 у Дніпропетровській області
Коронаві́русна хворо́ба 2019 у Дніпропетро́вській о́бласті — розповсюдження пандемії коронавірусу територією Дніпропетро́вської області.
Перший випадок появи коронавірусної хвороби було виявлено на території області 19 березня 2020 року. Станом на 28 листопада 2021 зафіксовано 231323 випадків інфікування, 7782 осіб померло (3,3 %).

## Хронологія

### 2020

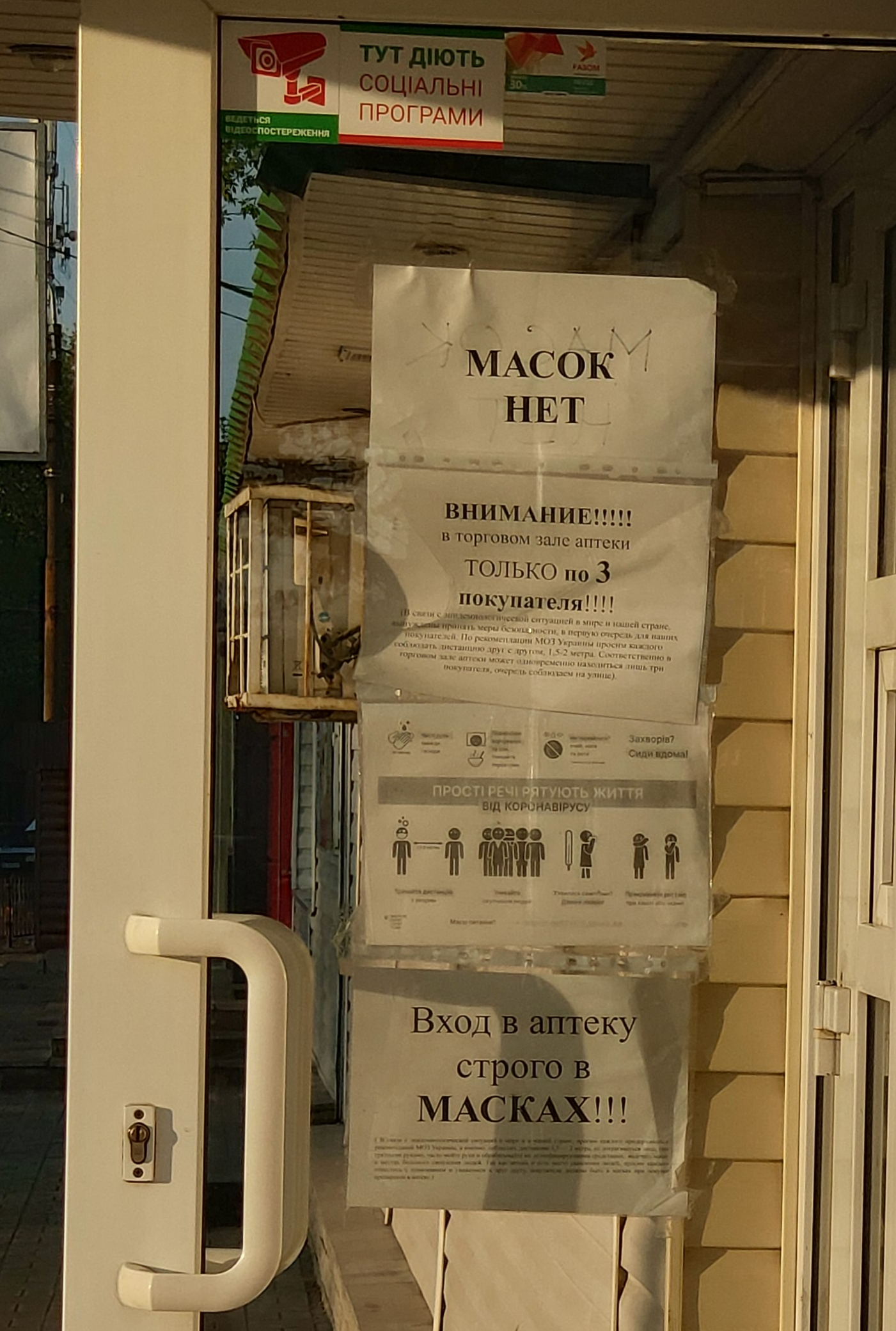
В аптеках відсутні маски. Але входити до аптек треба в масках. Місто Дніпро

Як і в інших містах, з початку епідемії в Дніпрі були відсутні маски в аптеках.
26 лютого Влада Дніпра направила 98 млн грн на придбання медичного обладнання та засобів захисту. Державою виділено 100 млн грн на всі області загалом.
17 березня на карантин помістили 44 учасників творчого колективу, який повернувся з Франції після оголошення там надзвичайного стану через коронавірус.
18 березня закрито метро, заборонено перевезення більше 10 людей в громадському транспорті.
19 березня були виявлені перші два випадки в області (хворі повернулися з Франції).
20 березня в області запроваджено режим надзвичайної ситуації і карантин в деяких закладах.
24 березня автобусами з Києва у 21-шу опорну лікарню Дніпра було доставлено 55 осіб, що прибули поїздом з Риги. Частину залишили на обсервацію.
25 березня виявлено ще один (третій) випадок COVID-19 — у Кривому Розі.
26 березня у місті припинено рух громадського транспорту, з цього часу він перевозитиме лише працівників підприємств, які забезпечують критично важливі сфери життя міста.
27 березня в області один хворий, що заразився у Франції з дружиною, одужав від вірусу, натомість зареєстровано ще три випадки: два в Дніпрі та один у Нікополі.
28 березня стало відомо, що захворів на COVID-19 керівник Індустріального райвиконкому міста Дніпро, Алексейченко Юрій, який госпіталізувався з коронавірусом в Олександрівській лікарні м. Києва.
28 березня захворіла, ще одна людина разом 8.
30 березня захворіла, ще одна людина разом 9. Мер Дніпра Борис Філатов на час карантину заборонив городянам виконувати ремонти в багатоквартирних оселях.

### Квітень-травень
4 квітня мер міста наказав викопати 600 могил для жертв коронавірусу.
7 квітня — спалах вірусу зареєстровано у Першотравенську Дніпропетровської області, осередком стало зібрання баптистів. Там COVID-19 підтверджений у 6 людей. Більше 500 людей на самоізоляції, 60 чекають результати тестування.
8 квітня ще 15 осіб захворіли у Першотравенську. Загалом у місті 21 підтверджений випадок інфекції. Через спалах коронавірусу у Першотравенську обмежили в'їзд і виїзд із міста. Заборонено в'їзд до Дніпра транзитного транспорту та транспорту, що прибуває з інших регіонів України. Виняток лише для тих транспортних засобів, які залучаються до заходів із життєзабезпечення населення міста.
На 9 квітня в області 52 підтверджених випадки, 180 підозр, за добу проведено 247 досліджень, загалом перевірено 623 особи.
14 квітня зареєстровано ще три випадки (Підгородне та двоє з Кам'янського), загальна кількість сягнула 74 осіб.
15 квітня в Дніпрі було перекопано вхід до однієї з церков РПЦвУ, де раніше, незважаючи на карантин, проводили причащання з однієї ложки.
19 квітня кількість діагностованих випадків зросла до 118, 8 нових випадків за добу.
На 21 квітня в області було 118 інфікованих, 8 нових за добу.
На 23 квітня в області зафіксовано 195 випадків інфікування, 9 нових за добу.
З 17 до 25 травня в Дніпрі було призупинено роботу метрополітену.
25 травня було відновлено роботу транспорту в повному обсязі.
3 серпня у Дніпропетровщині оголошено "зелену зону", відповідно до запровадженого щойно Кабміном зонного поділу. Карантинні обмеження в області послаблено. На цей день в області було зафіксовано 1438 випадків інфікування і 29 померлих..

### 2021
З 25 березня в Дніпрі запроваджено жорсткий карантин.
12 квітня карантин в Дніпрі було продовжено до кінця квітня, учні 5-11 класів продовжили дистанційне навчання, а молодша школа і дитсадки працювали у звичайному режимі,. 
7 травня область повернулась до "жовтої зони" відтак карантинні заходи знову були послаблені.
23 вересня Дніпропетровщина увійшла до помаранчевої зони, рівень госпіталізацій досяг 63,5%
18 жовтня Дніпро і область потрапили в червону зону. Заборонено приймання відвідувачів закладам громадського харчування (бари, ресторани, кафе), торговельно-розважальним центрам, окрім діяльності з надання послуг громадського харчування з адресною доставкою замовлень, а також навинос. Водночас перелічені обмеження, окрім заборони діяльності непродовольчих ринків, не застосовуються за умови наявності як у відвідувачів, так і працівників негативного ПЦР-тесту або експрес-тесту чи документа, що підтверджує повний курс вакцинації.